# Skrchov
Skrchov település Csehországban, a Blanskói járásban. Skrchov Stvolová és Letovice településekkel határos. Lakosainak száma 131 fő (2024. január 1.).

## Népesség
A település lakosságának változását az alábbi diagram mutatja:
| Lakosok száma | 249  | 288  | 283  | 233  | 131  | 99   | 113  | 110  | 116  | 131  |
|               | 1869 | 1900 | 1921 | 1961 | 1980 | 2011 | 2016 | 2019 | 2021 | 2024 |